# Karl Lehr (Jurist)
Karl Lehr (* 7. August 1881; † 17. November 1962 in Freiburg) war Präsident des Landgerichts Limburg und Präsident des Hessischen Staatsgerichtshofs.

## Leben
Während seines Studiums in Heidelberg wurde Karl Lehr – Sohn des früheren Oberbürgermeisters der Stadt Duisburg Karl Lehr – im Jahre 1900 Mitglied der Burschenschaft Frankonia Heidelberg. Er wurde zum Dr. iur. promoviert.
Am 1. Oktober 1945 wurde das Landgericht Limburg mit Erlaubnis der amerikanischen Militärregierung wieder eröffnet. Lehr wurde sein erster Präsident nach dem Ende des NS-Regimes.
Am 12. Oktober 1948 gehörte er zu den ersten fünf richterlichen Mitgliedern des Staatsgerichtshofs des Landes Hessen. Er nahm das Amt bis 30. November 1955 wahr. Für denselben Zeitraum war zum Präsidenten des Staatsgerichtshofs gewählt worden.

## Ehrungen
- 1953: Großes Verdienstkreuz mit Stern der Bundesrepublik Deutschland